# Republikeinse Partijconventie 2024
De Republikeinse Partijconventie 2024 werd gehouden van 15 juli tot en met 18 juli in het Fiserv Forum in Milwaukee, Wisconsin. Tijdens deze conventie werd Donald Trump gekozen als de presidentskandidaat van de Republikeinse Partij, met senator J.D. Vance als zijn running mate.
In het voorjaar van 2024 won voormalig president Donald Trump de Republikeinse voorverkiezingen als hun kandidaat voor een tweede ambtstermijn als president van de Verenigde Staten. Op de eerste dag van de conventie kondigde hij de Republikeinse senator J.D. Vance uit de staat Ohio aan als zijn kandidaat-vicepresident. De partij-kiesmannen brachten formeel hun stem uit, waardoor Trump officieel aangeduid werd als hun kandidaat voor de presidentsverkiezingen op 5 november. Op de tweede dag kwamen de belangrijkste toespraken van Trumps uitdagers in de voorverkiezingen - Ted Cruz, Tom Cotton, Ron DeSantis, Marco Rubio en Nikki Haley - die allen hun onvoorwaardelijke steun gaven aan hem. Andere opvallende sprekers op de conventie waren onder meer Trumps schoon- en kleindochter, Lara Trump en Kai Trump, en worstelaar Hulk Hogan. Op de laatste dag aanvaardde Trump de nominatie in een toespraak.
De conventie begon twee dagen na de eerste mislukte moordaanslag op Trump van dat jaar. Trump droeg tijdens deze bijeenkomst een verband aan zijn gekwetste rechteroor en conventie-deelnemers in het publiek deden hetzelfde, om zo hun steun aan hem te betuigen.

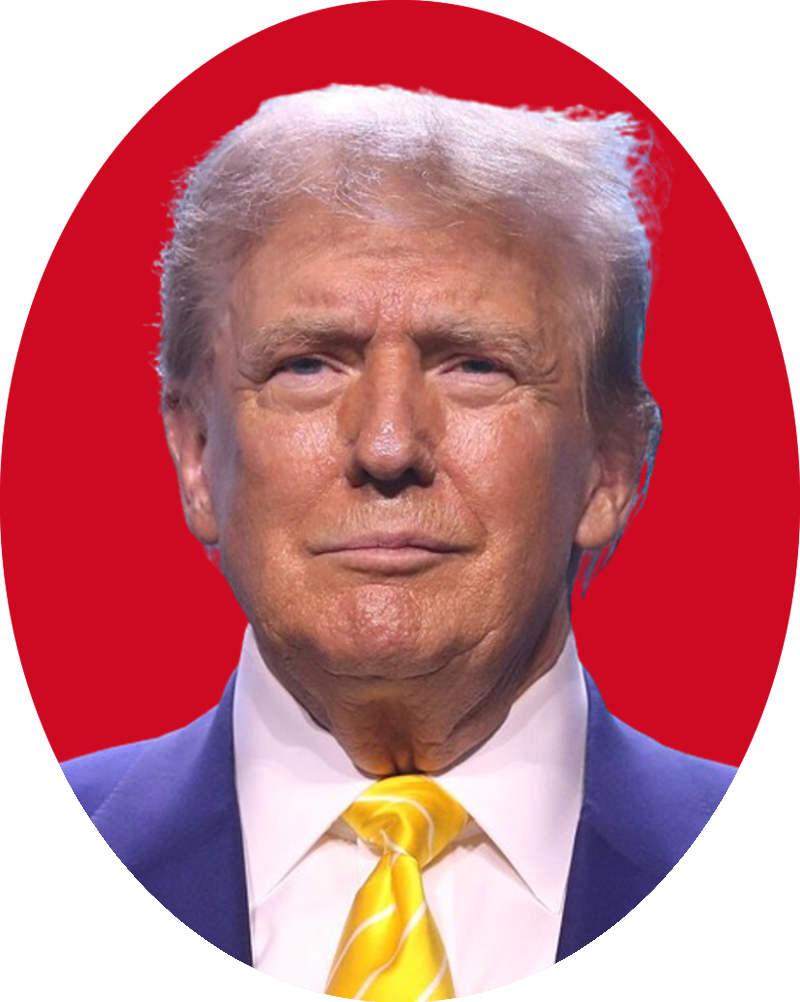
Donald Trump
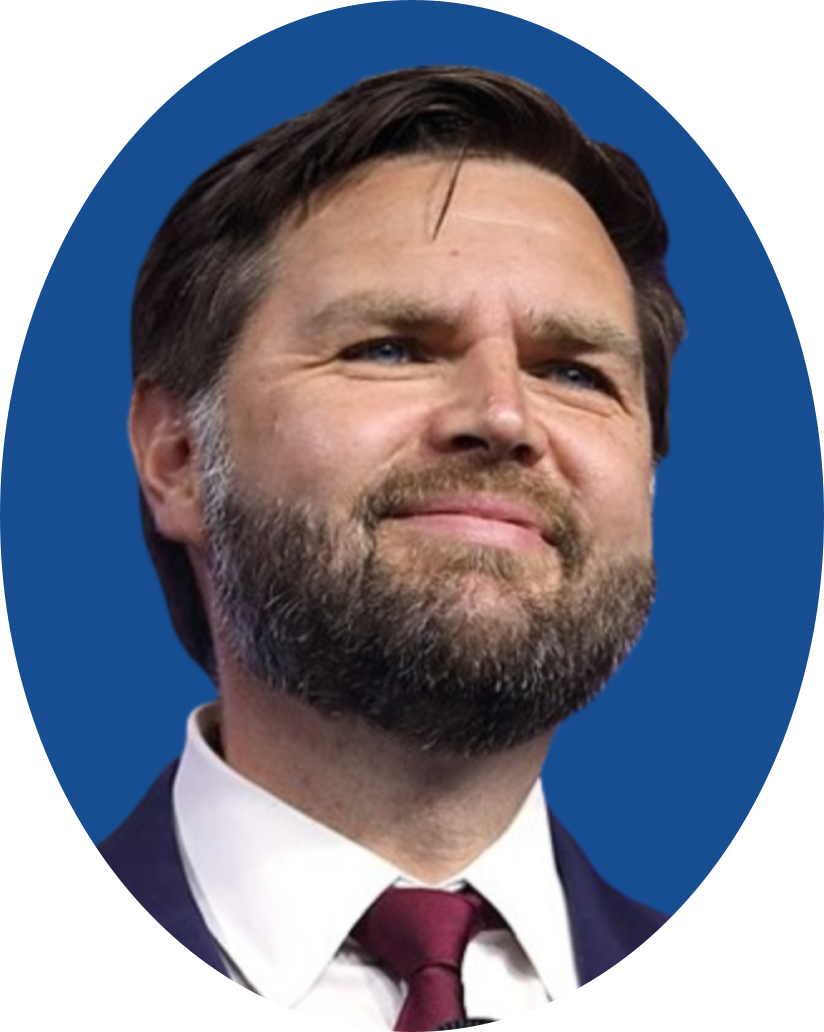
J.D. Vance